# Ammerndorf
Ammerndorf – gmina targowa w Niemczech, w kraju związkowym Bawaria, w rejencji Środkowa Frankonia, w regionie Industrieregion Mittelfranken, w powiecie Fürth. Leży w Okręgu Metropolitarnym Norymbergi, około 18 km na zachód od Norymbergi i ok. 8 km na południowy zachód od Zirndorfu, nad rzeką Bibert.

## Dzielnice
W skład gminy wchodzą następujące dzielnice:
- Amerdingen
- Bollstadt

## Demografia
| Rok  | Liczba mieszk. |
| ---- | -------------- |
| 1970 | 912            |
| 1987 | 1 286          |
| 2000 | 2 042          |

## Polityka
Rada gminy składa się z 14 członków:
|      | CSU | SPD | FW | Razem     |
| 2002 | 4   | 5   | 5  | 14 miejsc |

### Współpraca
Miejscowość partnerska:
- Dulliken, Szwajcaria